# Doris Lott
Doris Lott (* 4. April 1940 in Karlsruhe) ist eine deutsche Autorin, Journalistin und Lehrerin.

## Leben
Lott studierte Deutsch und Französisch auf Lehramt und unterrichtete u. a. an der Realschule Rüppurr. Mit 21 Jahren betätigte sie sich als Journalistin mit Artikeln zur Schulpolitik für die Badischen Neuesten Nachrichten. 
Lott war lange Zeit im Vorstand der Deutsch-Französischen Gesellschaft und wohnte und arbeitete als Pädagogin sieben Jahre in Nancy und Chartres in Frankreich. Dabei war sie auch als Assistentin für deutsche Sprache tätig. Neben ihrer Tätigkeit als Lehrerin ist Doris Lott auch als Schriftstellerin tätig.
Lott war verheiratet mit dem Lehrer und Mundartautor Bernhard Lott (1950–2008) und hat zwei Kinder.

## Werke (Auswahl)
- Anton, der Eisbär – Eine bärenstarke Geschichte aus dem Karlsruher Zoo und der Stuttgarter Wilhelma, Kinderbuch, Bad Friedrichshall 1997
- Mein blau-weiß-rotes Herz, Begegnungen mit Frankreich, Morstadt, Kehl, 1988
- Vom Glück in Karlsruhe zu leben (Der Titel zitiert einen Ausspruch des Karlsruher Journalisten Kurt Kranich)[3], zwei Bände, Rudolf Röser, Karlsruhe 1993 und 1995
- Mein Karlsruhe – Geschichten aus der Fächerstadt, 2002, Info Verlag, ISBN  3-88190-255-4

## Preise und Auszeichnungen
Lott wurde durch den Karlsruher Oberbürgermeister Gerhard Seiler für ihre „Verdienste um die deutsch-französische Zusammenarbeit“ ausgezeichnet. 2005 erhielt sie die Goldmedaille der Stadt Nancy für ihre Verdienste um die Partnerschaft beider Städte.